# Hamilton Bulldogs (1996–2015)
Hamilton Bulldogs var ett kanadensisk ishockeylag som spelade i American Hockey League (AHL) mellan 1996 och 2015. De spelade sina hemmamatcher i Firstontario Centre i Hamilton i Ontario. Bulldogs var farmarlag till NHL-lagen Edmonton Oilers och Montreal Canadiens. De vann en Calder Cup för säsongen 2006–2007.
Inför säsongen 2015-2016 såldes laget till Montreal Canadiens, som flyttade laget till St. John's, Newfoundland och döpte om det till St. John's Icecaps inför AHL-säsongen 2015-2016.

## Historia

### Farmarlag

#### Edmonton Oilers
- 1984–1988 - Nova Scotia Oilers
- 1988–1996 - Cape Breton Oilers
- 1996–2003 - Hamilton Bulldogs
- 2003–2004 - Toronto Roadrunners
- 2004–2005 - Edmonton Road Runners
- 2010–2005 - Oklahoma City Barons
- 2015– - Bakersfield Condors

#### Montreal Canadiens
- 1969–1971 - Voyageurs de Montréal
- 1971–1984 - Nova Scotia Voyageurs
- 1984–1990 - Canadiens de Sherbrooke
- 1990–1999 - Fredericton Canadiens
- 1999–2002 - Citadelles de Québec
- 2003–2015 - Hamilton Bulldogs
- 2015–2017 - St. John's Icecaps
- 2017– - Rocket de Laval